# Domènec Forns i Olivella
Domènec Forns i Olivella va ser un compositor santboià que inicialment es dedicà a l'escultura, però va acabar enfocant els seus interessos envers la música, concretament la composició. Va estudiar al Conservatori de Barcelona amb Sánchez Gabanyach, Avelino Abreu, Vidal Nunell i Sánchez Deyà. Va ser també director de l'Orfeó Barcelonès.
Com a violinista, va ser primer violí a l'Orquestra Pau Casals i al Gran Teatre del Liceu, on també va exercir com a professor de violí.
D'entre la producció artística de Forns i Olivella tenim un poema simfònic i un gran nombre de composicions per a piano, cant i violí.